# Storia degli omosessuali nella Germania nazista e durante l'Olocausto
(Giorgio Giannini in Vittime Dimenticate)

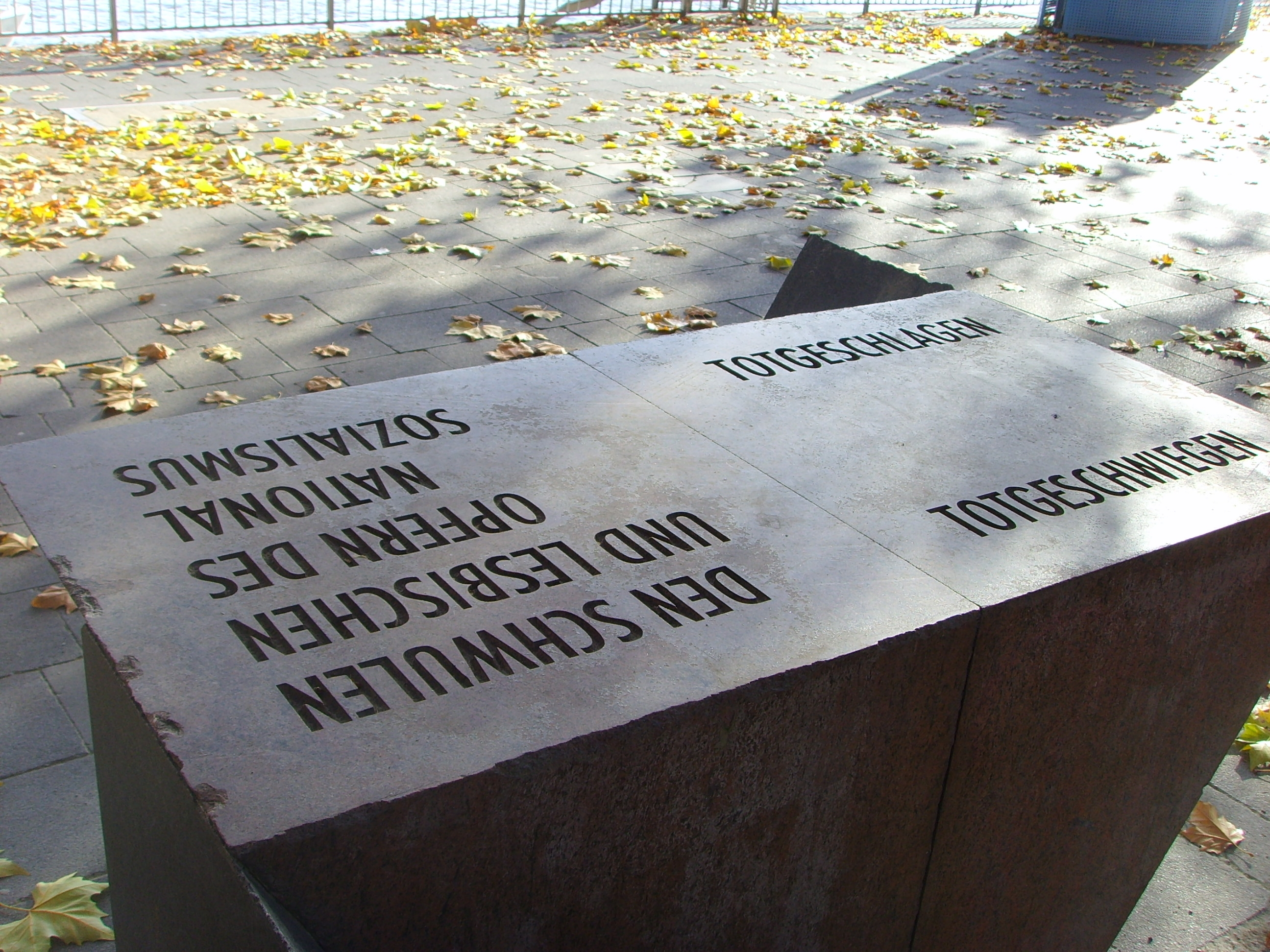
Memoriale agli omosessuali, sia uomini che donne, vittime del nazionalsocialismo a Colonia in Germania. L'iscrizione su uno dei due lati del monumento recita: "Totgeschlagen – Totgeschwiegen" (Colpito a morte - Messo a tacere)

Nel corso del regime nazista tedesco, numerosi omosessuali furono internati in campi di concentramento insieme con Ebrei, Rom, Sinti, Jenisch e testimoni di Geova. A distinguere gli omosessuali dagli altri prigionieri era, nel caso degli uomini, un triangolo rosa cucito sulla divisa all'altezza del petto; nel caso delle donne, un triangolo nero. Lo sterminio degli omosessuali nei campi di concentramento nazisti è stato indicato come Omocausto. Si stima che gli omosessuali internati nei lager siano stati almeno 50.000.
Negli anni che vanno tra il 1933 e il 1945 si stima che almeno 100.000 uomini siano stati arrestati come omosessuali, di cui circa la metà sono stati condannati; la maggior parte di questi ha trascorso il periodo di detenzione assegnato nelle prigioni regolari, ma tra i 5 e i 15.000 hanno finito con l'essere internati nei vari campi. Solo a partire dagli anni '80 del '900 si è cominciato a riconoscere anche questo episodio di storia inerente alla più ampia realtà della persecuzione nazista. Nel 2002 infine il governo tedesco ha chiesto ufficialmente scusa alla comunità gay.

## Introduzione

### Germania all'avanguardia nell'attivismo a favore dei diritti degli omosessuali
Prima dell'avvento del Terzo Reich in Germania, Berlino veniva considerata una città liberale con molti locali gay, nightclub e spettacoli di cabaret. C'erano molti locali dove turisti e residenti eterosessuali e omosessuali potevano praticare il travestitismo.
Dall'inizio del secolo apparvero alcuni significativi movimenti di liberazione omosessuale, come il Wissenschaftlich-humanitäres Komitee (WHK), creato nel 1897 e che faceva capo al medico ebreo Magnus Hirschfeld. Il primo movimento omosessuale stesso, operante tra il 1870 e il 1940, nasce e si sviluppa soprattutto in terra tedesca, il Secondo Reich (nonostante fosse in vigore il paragrafo 175 che perseguiva penalmente qualsiasi atto omosessuale) è patria e culla dei massimi esponenti dell'attivismo a favore dei diritti LGBT in quel periodo.
Sia pure in misura minore, nella Germania pre-nazista si sviluppò anche un timido movimento lesbico, che gravitava intorno a locali berlinesi quali il Dorian Gray, il Monbijou des Westens e il Flauto Magico. Divennero luoghi nei quali l'omosessualità femminile incominciò a organizzarsi.

## Nazismo e omosessualità
Il primo movimento omosessuale tedesco venne rapidamente eliminato con l'avvento al potere del Partito Nazionalsocialista Tedesco dei Lavoratori capeggiato da Adolf Hitler. L'ideologia nazista reputò l'omosessualità incompatibile con i propri ideali considerando che le relazioni sessuali dovessero:
(testo originale, in inglese)
Ernst Röhm, un uomo che Hitler stesso percepì come una possibile minaccia alla propria supremazia, e comandante della prima milizia nazista, le Sturmabteilung (conosciute come SA), esibì in modo discreto la propria omosessualità fino al 1925. In quell'anno il quotidiano Vorwärts (giornale ufficiale del Partito Socialdemocratico di Germania) con l'intenzione di gettare discredito sul partito nazista, pubblicò una serie di lettere d'amore scritte da Röhm e da altri comandanti delle SA come Edmund Heines. Dopo il 1925, Röhm ebbe possibilità di esprimere più liberamente la propria sessualità e si iscrisse alla Lega dei Diritti Umani, la più grande organizzazione tedesca per i diritti dei gay operante in quegli anni.

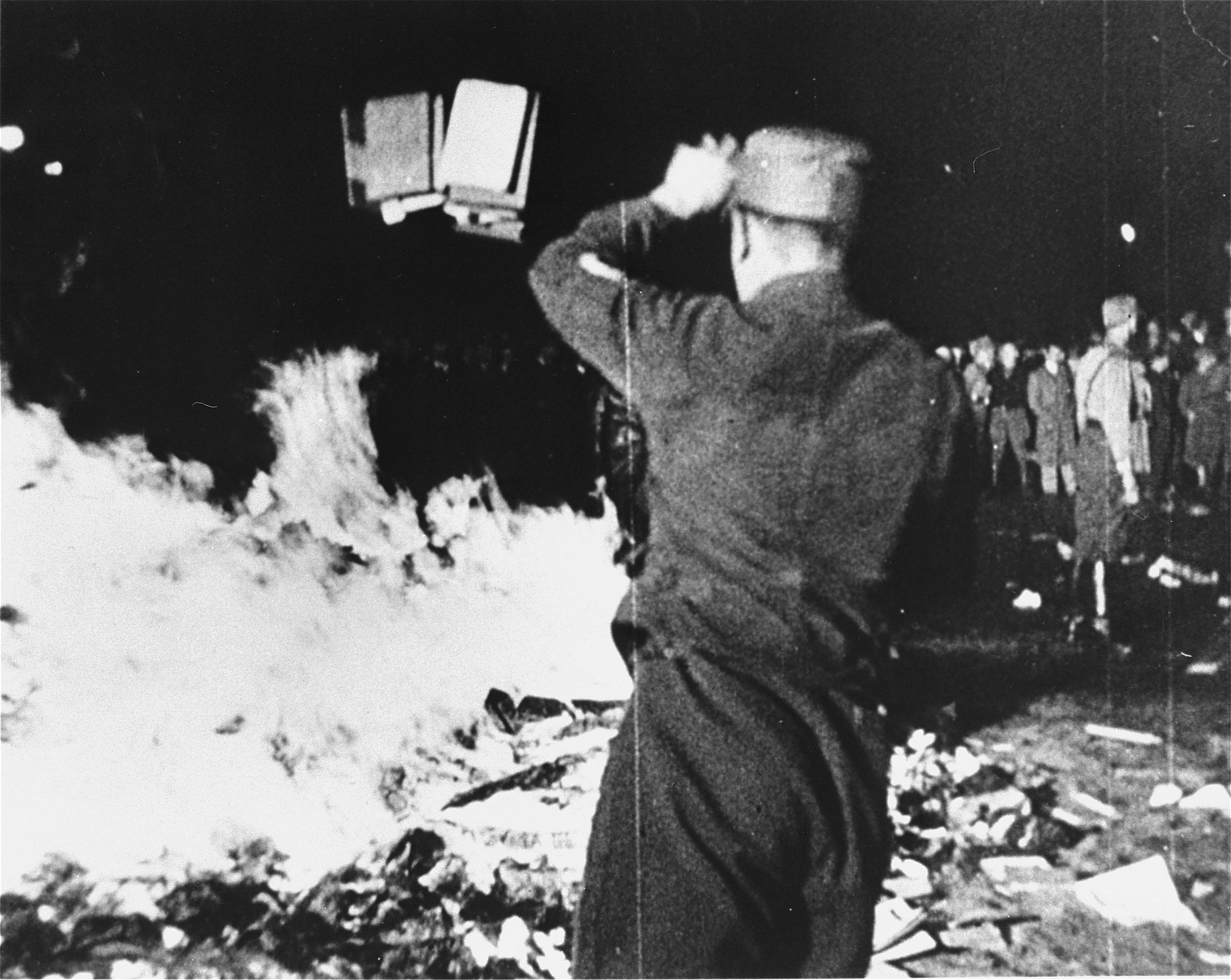
10 maggio 1933, i nazisti bruciano opere di autori ebrei e la biblioteca dell'Institut für Sexualwissenschaft oltre ad altre opere considerate undeutsch, "non tedesche".

Inizialmente Hitler protesse Röhm dagli elementi estremisti del partito nazista che vedevano nella sua omosessualità una grave violazione delle norme profondamente omofobe del partito. Nel tempo però Hitler rivide questa posizione quando sentì minacciato il proprio potere da parte di Röhm. Nel 1934 durante la Notte dei lunghi coltelli, un'epurazione da coloro che lo minacciavano, egli ordinò l'uccisione di Röhm e sfruttò il pretesto della sua omosessualità per compiere ulteriori azioni contro le SA al fine di renderle innocue e docili al suo potere. Dopo aver consolidato il suo potere ed essere diventato Cancelliere, Hitler incluse la categoria degli omosessuali tra coloro che dovevano essere inviati nei campi di concentramento durante la Shoah.

### Omosessuali nazisti e la notte dei lunghi coltelli
Storicamente, da un punto di vista simbolico, il 30 giugno 1934, la "Notte dei lunghi coltelli" (in Germania definito Putsch-Rohm), costituì per la minoranza omosessuale tedesca quello che il pogrom della Notte dei cristalli avrebbe costituito nel 1938 per quella ebraica, sancendo in modo per così dire "ufficiale" l'inizio della campagna repressiva (che però aveva avuto inizio in modo "ufficioso" fin dal 1933).
L'omosessualità di Röhm, che non aveva costituito un ostacolo alla sua carriera fino a quando egli era stato in sintonia con le gerarchie naziste, divenne così all'improvviso un utile pretesto per giustificarne l'eliminazione fisica e la necessità della "purga" del suo "corrotto" entourage.
Alla fine di febbraio 1933 l'influenza in certo qual senso moderatrice di Röhm s'indebolisce, il partito può così dare il via in grande stile alla "pulizia" della capitale dai club di omosessuali e "omofili"; mette fuorilegge qualsivoglia pubblicazione inerente ad argomenti sessuali e vieta l'attività a tutti i gruppi e associazioni gay e lesbiche esistenti.
Il 6 maggio 1933 la gioventù hitleriana della "Deutsche Studentenschaft" compie un attacco organizzato contro l'Institut für Sexualwissenschaft (l'Istituto per la ricerca sessuale istituito nel 1919 da Hirshfeld); pochi giorni dopo la biblioteca raccolta in 35 anni di lavoro l'intero archivio vengono dati pubblicamente alle fiamme lungo le strade attorno all'Opernplatz: 20.000 tra libri e riviste e più di 5.000 immagini sono così andate irrimediabilmente distrutte. Ma vengono anche sequestrate lunghe liste di nomi e indirizzi di veri o presunti omosessuali che erano conservate al suo interno.
Oltre a ciò, l'episodio sancì la definitiva scomparsa delle illusioni nutrite dall'estrema destra del movimento di liberazione omosessuale di lingua tedesca, che contava esponenti come lo scrittore Hans Blüher o il medico Karl-Günther Heimsoth (l'inventore del termine omofilia), che simpatizzavano apertamente per il NSDAP. In queste cerchie l'alta posizione raggiunta da un omosessuale notorio come Ernst Röhm era citata quale esempio del fatto che il nazismo non era "in realtà" ostile agli omosessuali.
La brutale liquidazione fisica di Röhm e di altre personalità omosessuali dei vertici delle Sturmabteilung (fra le quali lo stesso Heimsoth e Hans Erwin von Spreti-Weilbach), e ancora più la giustificazione dell'intervento armato (che erano ben altri) come purga della cricca omosessuale annidata nel nazismo, costituì un brusco risveglio per queste persone.
L'episodio sancì la sconfitta definitiva della loro aspirazione a strumentalizzare il "cameratismo" virile, caro ai nazisti, per nobilitare l'"amore virile fra maschi" e legittimare in chiave di "iper-virilità" il comportamento omosessuale. Questa visione era sempre stata in polemica con l'ala filosocialista del movimento omosessuale, accusata d'essere portatrice di una visione effeminata dell'omosessualità, propugnata da ebrei notori come Magnus Hirschfeld.
Eppure, la vera motivazione della "Notte dei lunghi coltelli" non ebbe nulla a che vedere con l'omosessualità. L'eliminazione di Röhm fu resa necessaria dal fatto che egli era un uomo troppo potente, che aveva ai suoi comandi una temibile forza paramilitare, e che si attardava a concepire il nazismo come un movimento rivoluzionario, e perfino nazional-socialista, in un momento in cui esso era ormai nei fatti un regime ultraconservatore.

### La persecuzione sistematica
Hitler era stato inizialmente un sostenitore di Röhm, e obiettò che le accuse di omosessualità che gli erano rivolte fossero state costruite dagli ebrei per gettare discredito sulla figura del comandante delle SA. Quando però l'epurazione portò alla ribalta le SS comandate da Himmler - in contrapposizione alle ormai domate SA - egli divenne molto attivo nella campagna di soppressione dell'omosessualità. Egli esclamò: "Dobbiamo sterminare la radice e i rami di questa gente... gli omosessuali devono essere eliminati!".
Tra gli omosessuali ci sono alcuni che adottano il punto di vista seguente: "Ciò che io faccio non riguarda nessuno, si tratta della mia vita privata". Ma non si tratta della loro vita privata. Per un popolo il dominio della sessualità può essere una questione di vita o di morte. Un popolo che ha molti bambini può aspirare all'egemonia mondiale, alla dominazione del mondo.

Venne creata una sezione della Gestapo che aveva l'ordine di compilare speciali liste di individui omosessuali. Nel 1936, Heinrich Himmler, comandante delle SS, creò l'Ufficio centrale del Reich per la lotta all'omosessualità e all'aborto. Il decreto costitutivo di questo nuovo ufficio recitava:
In un discorso segreto alle SS relativo alla liquidazione degli omosessuali, nel 1937, Himmler avrebbe addirittura citato espressamente le idee di Hans Blüher (che peraltro poté vivere indisturbato per tutto il periodo nazista), fra quelle che rischiavano di minare il nazismo:
[Ai giovani diciamo che] "Esistono soltanto le amicizie tra ragazzi. Sono gli uomini che decidono, sulla Terra", gli diciamo. La tappa seguente è l'omosessualità. Sono le idee del signor Blüher".
Questo collegamento fra nazismo e omosessualità fece presa in particolare fra gli oppositori antinazisti, che spesso condividevano, nei confronti degli omosessuali, gli stessi pregiudizi nutriti dai nazisti. Da qui si diffuse l'accostamento fra decadenza, omosessualità e nazismo, contro cui invano combatté un omosessuale lucidamente antinazista come Klaus Mann.
Il radicamento di tale luogo comune è dimostrato dalla testimonianza relativamente tarda del film La caduta degli dei di Luchino Visconti (che pure fu notoriamente omosessuale), nel quale degenerazione morale nazista e pratica dell'omosessualità vanno di pari passo.

Ovviamente i rapporti omosessuali, considerati «sterili» ed «egoistici» vennero visti come un tradimento alle politiche demografiche di potenziamento del popolo non essendo i gay in grado di riprodursi e perpetuare così la «razza ariana». Per la stessa ragione anche la masturbazione venne considerata dannosa al Terzo Reich, seppur trattata con minor severità :
(Il quotidiano nazista Volkischer Beobachter (Osservatore Popolare))
Quegli omosessuali che non dissimulavano il proprio orientamento sessuale o che non erano disposti a fare matrimoni di convenienza hanno cominciato così a essere "raccolti" e inviati a tempo indeterminato - come metodo curativo - a duri campi di lavoro in campagna. Più di un milione di tedeschi sospettati di "attività omosessuali" sono stati presi di mira, di cui almeno 100.000 sono stati arrestati, interrogati e processati, e non meno di 50.000 condannati alla carcerazione. Altre centinaia di uomini sono stati sottoposti a castrazione o sterilizzazione obbligatoria dietro ordine diretto dei tribunali.
Poco dopo l'epurazione dei vertici omosessuali (oltre allo stesso Röhm vi appartenevano anche Edmund Heines e Karl Ernst) delle SA nel 1934 effettuata durante la notte dei lunghi coltelli viene modificato in senso restrittivo il paragrafo 175, ampliandola così da poter perseguire anche i tentativi acclarati di seduzione sessuale, oltre alla masturbazione reciproca e gli scambi di lettere d'amore tra uomini: tutte queste potevano essere ragioni legittime che davano alla polizia il potere di procedere a un arresto.
Hitler supponeva che l'omosessualità fosse un "comportamento degenerato" che rappresentava una minaccia alla capacità demografica dello stato e ne che danneggiava il "carattere virile". I gay vennero denunciati come "nemici dello stato" e accusati come "corruttori" della moralità pubblica che mettevano in pericolo il tasso di natalità della Germania. Circa un milione di omosessuali divennero vittime del regime nazista anche se non venivano da subito trattati alla stregua degli ebrei; come componenti, seppur "deviati", della "razza padrona" si preferiva "convincerli" a una "corretta" sessualità e a una "dignitosa" socialità. I gay che rifiutarono di conformarsi e modificare il loro orientamento sessuale vennero deportati nei lager dove vennero sterminati attraverso il duro lavoro imposto.
La persecuzione nazista degli omosessuali venne portata a termine principalmente attraverso l'inasprimento delle leggi omofobiche, il tristemente conosciuto paragrafo 175, in nome del quale 100.000 gay vennero arrestati, 60.000 condannati a pene detentive e un numero sconosciuto internati in ospedali psichiatrici.

## I numeri della persecuzione

Il triangolo rosa era il marchio di stoffa che veniva cucito sulla divisa degli internati per omosessualità maschile, in base al paragrafo 175, nei campi di concentramento nazisti.

Migliaia di gay vennero sottoposti alla sterilizzazione forzata in seguito a sentenze pronunciate dai tribunali nazisti. Alcuni dei perseguitati da queste leggi non si identificarono mai come omosessuali e vennero semplicemente arrestati, imprigionati o castrati. Alcune di queste "leggi contro l'omosessualità" continuarono a essere presenti nell'ordinamento giuridico occidentale fino agli anni sessanta e settanta e per questo molti uomini e donne ebbero paura di rivelare il proprio orientamento sessuale fino a quando queste leggi vennero abrogate.
Tra il 1933 e il 1945 sono stati arrestati circa 100.000 uomini omosessuali, di questi circa 50.000 sono stati ufficialmente condannati. La maggior parte ha trascorso il periodo di detenzione nelle prigioni regolari, e tra i 5.000 e i 15.000 sono stati inviati nei campi di concentramento. Non è chiaro quanti di loro siano morti nei campi, ma uno studio di Rüdiger Lautmann ritiene che il tasso di mortalità degli omosessuali possa essere stato del 60%.
I gay soffrirono di un trattamento particolarmente crudele all'interno dei campi di concentramento. Questo può essere attribuito sia al duro atteggiamento delle SS di guardia nei confronti dei gay, come pure agli atteggiamenti omofobici ben radicati nella società nazista. L'emarginazione inflitta agli omosessuali nella vita sociale tedesca dell'epoca si rifletteva nei campi di concentramento. Alcuni morirono a seguito di feroci bastonature, in parte effettuate da altri deportati. Il tasso di mortalità tra gli internati omosessuali fu di circa il 60%, contro il 41% dei deportati politici e circa il 35% dei Testimoni di Geova, seconda solo al tasso di mortalità degli internati di origine ebraica.
I medici nazisti utilizzarono spesso i gay in esperimenti "scientifici" atti a scoprire il "gene dell'omosessualità" e poter così guarire i futuri bambini ariani che fossero stati omosessuali. Particolarmente crudeli le sperimentazioni del medico delle SS Carl Vaernet che effettuò uno studio su di un preparato a base di ormoni di sua invenzione sugli internati omosessuali nel campo di Buchenwald: circa l'80% degli internati sottoposti alla "cura" a base di massicce dosi di testosterone non sopravvisse.
Il racconto di un omosessuale sopravvissuto all'Olocausto, l'alsaziano Pierre Seel, fornisce dettagli sulla vita durante il periodo nazista. Nel suo racconto egli narra la propria appartenenza alla comunità gay della città di Mulhouse. Quando i nazisti assunsero il potere il suo nome apparve in una lista di omosessuali locali che ricevettero l'ordine di presentarsi presso la stazione di polizia. Seel obbedì all'ordine per evitare ripercussioni ai propri familiari. All'arrivo alla stazione di polizia egli, insieme con altri gay, venne picchiato; ad alcuni, che cercarono di resistere, vennero strappate le unghie dagli uomini delle SS. Altri ancora vennero sodomizzati con bastoni spezzati che causarono lesioni ed emorragie intestinali.

Dopo il suo arresto, Seel venne inviato nel campo di concentramento di Vorbruck-Schirmeck. Qui Seel racconta che durante un appello mattutino il comandante del campo annunciò un'esecuzione pubblica. Un uomo venne portato fuori e Seel lo riconobbe: era il suo amante diciottenne di Mulhouse. Seel prosegue raccontando che le guardie del campo lo spogliarono degli abiti e che posero un secchio metallico sopra la sua testa, quindi gli aizzarono contro i cani lupo addestrati che lo sbranarono fino a ucciderlo.
Esperienze come questa possono aiutare a capire il numero relativamente alto di omosessuali morti nei campi rispetto agli appartenenti ad altri "gruppi asociali". Uno studio di Ruediger Lautmann riporta che il 60% dei gay rinchiusi nei campi di concentramento morì, paragonandolo al 41% dei prigionieri politici e al 35% dei testimoni di Geova. Lo studio mostra anche come i valori di sopravvivenza fossero migliori per gli internati appartenenti alle classi medie e alte della società, ai bisessuali sposati e a coloro che avevano figli.

## La persecuzione delle lesbiche
Le donne non vennero legalmente perseguitate dalla legge nazista contro gli omosessuali: il paragrafo 175 discriminava infatti esclusivamente l'omosessualità maschile. D'altra parte il "paragrafo 129" del codice penale austriaco, rimasto in vigore anche dopo l'annessione dell'Austria da parte della Germania (1938), perseguiva indistintamente la «fornicazione innaturale» per entrambi i sessi con pene che variavano da uno a cinque anni di detenzione. L'opposizione delle organizzazioni cattoliche austriache aveva impedito, nel 1930, una modifica per eliminare il lesbismo dai casi contemplati dal paragrafo 129. Per questo in Austria, nel periodo 1938-1945, vennero effettuati numerosi arresti e condanne a danno di lesbiche - anche se in proporzione molto minore alla contemporanea applicazione del paragrafo 175 nei confronti degli omosessuali maschi [citare la fonte].
Di là dalle leggi, la persecuzione e la repressione delle lesbiche va inquadrata nella più ampia concezione nazionalsocialista secondo cui il ruolo delle donne era limitato alla famiglia e alla cura dei figli e per questo era considerato più semplice persuaderle o forzarle ad accettare un orientamento di tipo eterosessuale. Particolarmente osteggiate, di conseguenza, furono intellettuali e artiste indipendenti e che non si conformavano all'ideale, quali Claire Waldoff, Gertrude Sandmann, Christa Winsloe e Thea Sternheim.
Le lesbiche vennero viste come un pericolo ai valori dello stato e spesso marchiate dallo status di "asociali" (indossando in tal caso il triangolo nero anziché il triangolo rosa).
La qualità di lesbica era considerata spesso un'aggravante rispetto appunto all'asocialità o ad altre imputazioni (ovvero all'essere ebree, ladre, prostitute, ecc.). Gli studiosi riportano casi di lesbiche nei campi di concentramento di Dachau, Ravensbrück, Flossenbürg, Hohenstein, Moringen. Presso il campo di Flossenbürg era attivo un bordello, nel quale le lesbiche erano particolarmente ricercate ed esposte al sadismo e alle perversioni dei gerarchi.

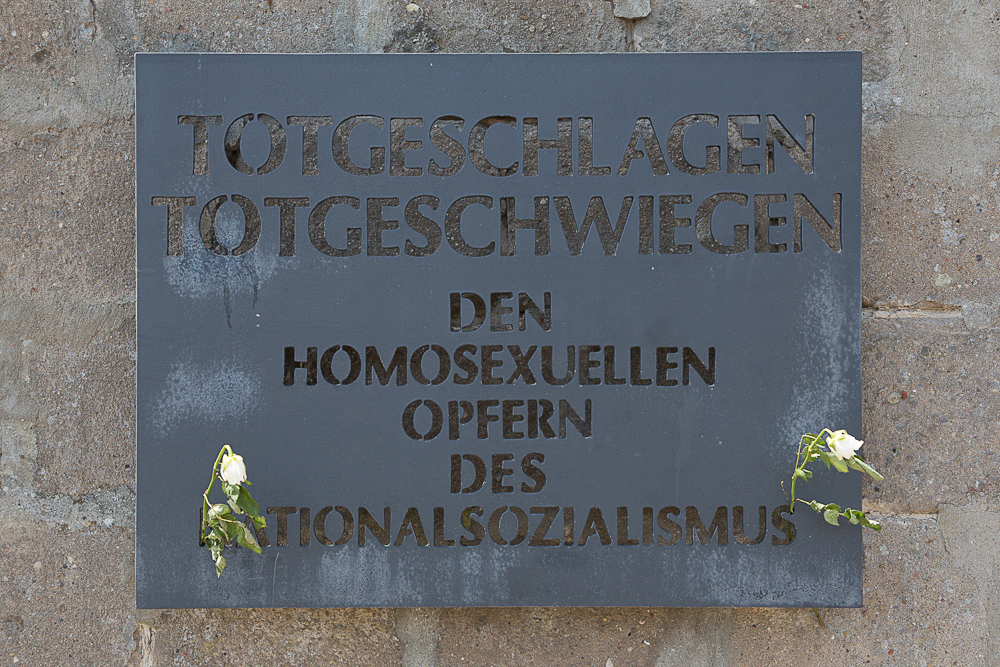
Targa commemorativa degli omosessuali del Campo di concentramento di Sachsenhausen.

## La Memoria della persecuzione nazista oggi
Il Parlamento europeo ha onorato l'anniversario 2005 della Shoah con un minuto di silenzio e con il seguente passaggio del proprio discorso:

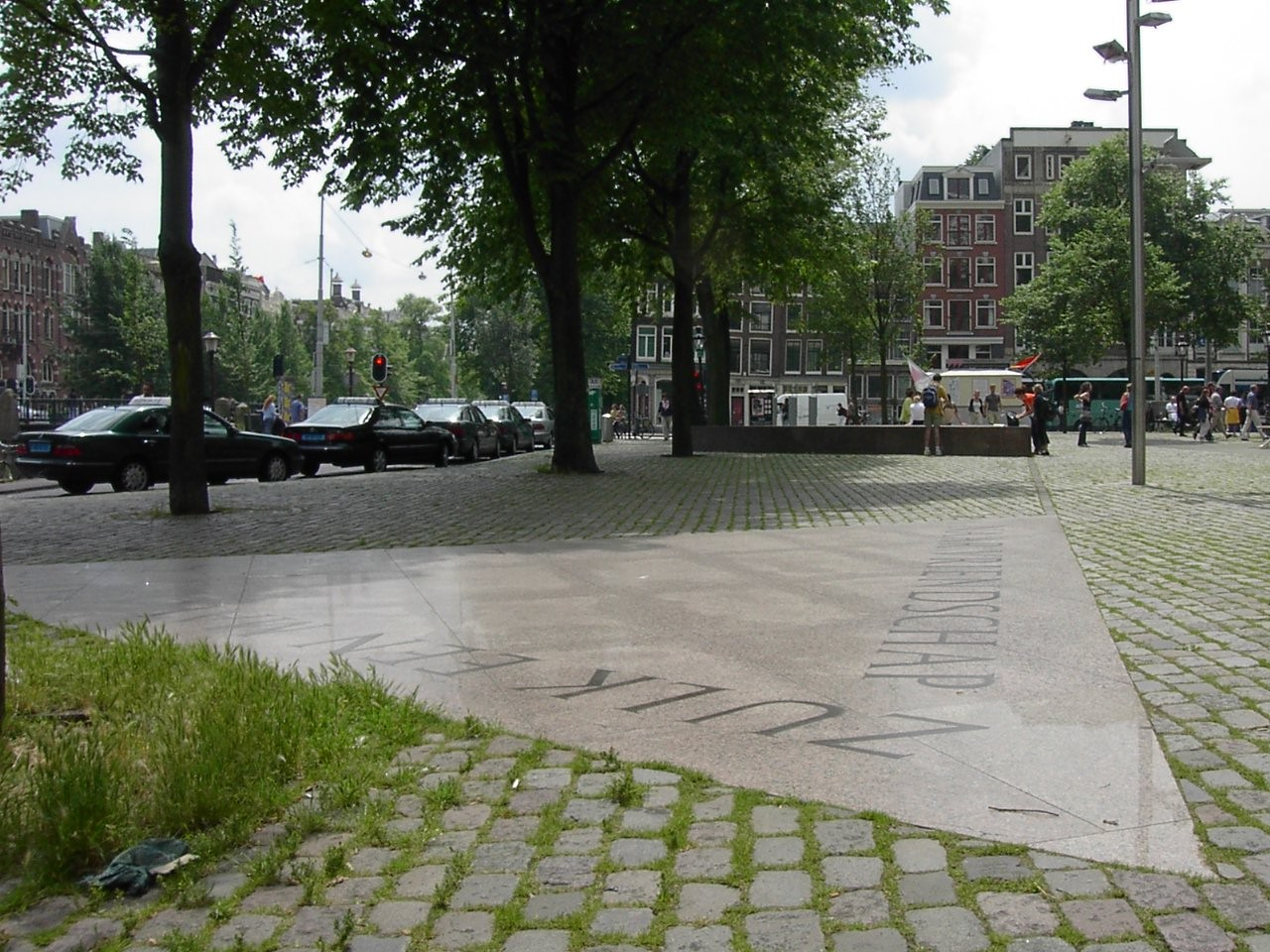
Uno dei tre triangoli di granito rosa del Homomonument ad Amsterdam, dedicato ai gay e le lesbiche vittime della persecuzione nazista.

L'United States Holocaust Memorial Museum (USHMM) di Washington, il museo ufficiale dell'olocausto degli Stati Uniti d'America, uno dei più importanti e documentati musei dell'olocausto del mondo, fra le molteplici "collezioni" sui perseguitati, dedica agli omosessuali un'ampia documentazione, annoverandoli fra le "vittime dimenticate" e innocenti del regime nazista, ospita inoltre una mostra permanente sulla efferata persecuzione da loro subita.

### Monumenti nel mondo alle vittime gay del nazismo

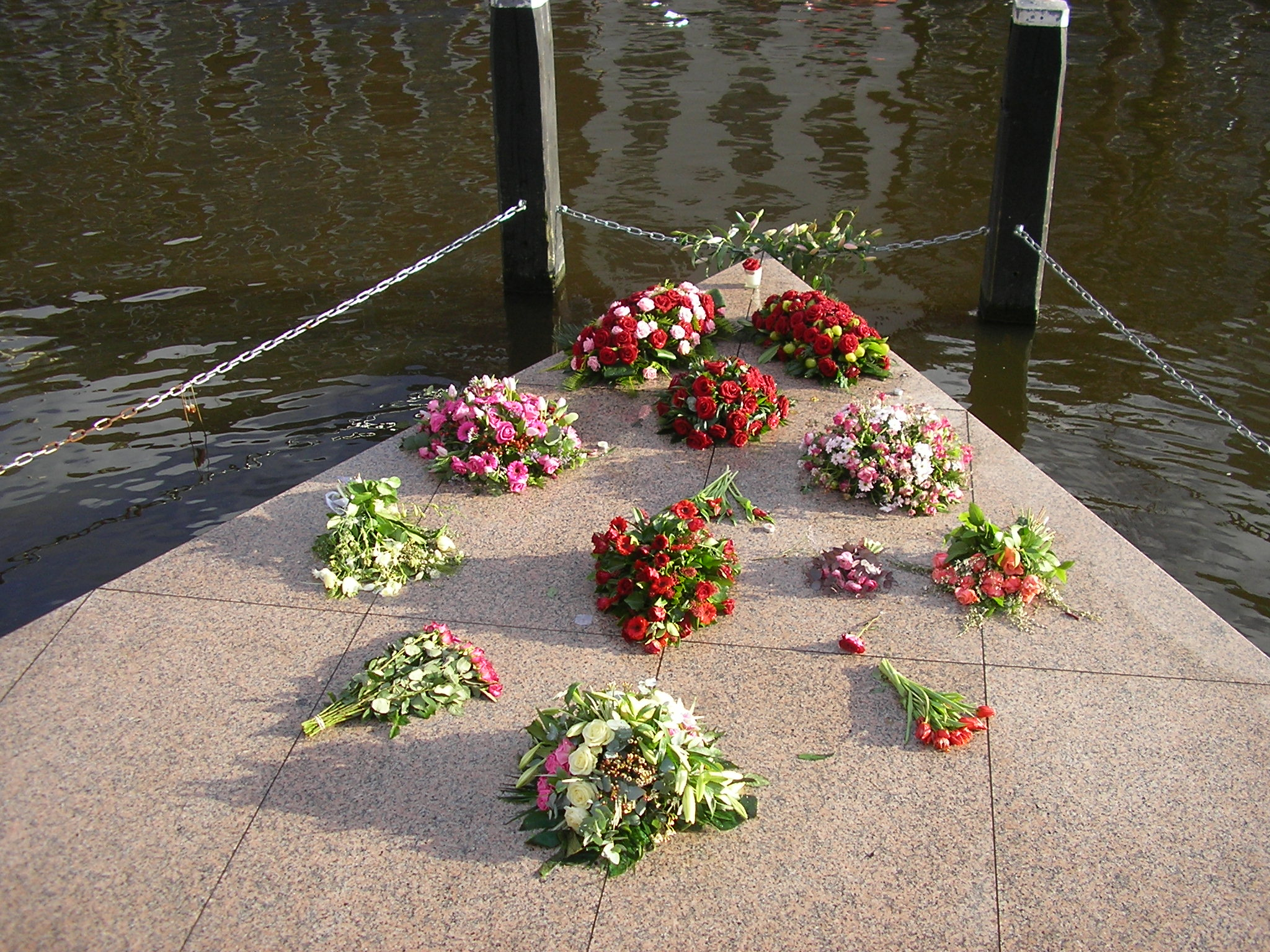
Fiori su un elemento dell'Homomonument ad Amsterdam.

Dal 1980, alcune città in Europa e nel mondo hanno eretto monumenti e posto targhe per ricordare le migliaia di omosessuali che furono trucidati e perseguitati durante l'Olocausto.
I principali monumenti si trovano a Berlino, Amsterdam, Montevideo in Uruguay, e a San Francisco negli USA.  In Italia ne esistono a Bologna e Trieste.
In Germania nel 2002, il governo tedesco ha chiesto scuse ufficiali alla comunità gay. La Germania ha ora monumenti in alcune sue importanti città. L'11 dicembre 1994 a Francoforte sul Meno, il 24 giugno 1995 a Colonia e il 27 maggio 2008 a Berlino, sono stati inaugurati monumenti dedicati alla memoria delle vittime gay e lesbiche.
In occasione dell'inaugurazione del monumento di Berlino, il sindaco Klaus Wowereit disse: «Questo è sintomatico per una società [...] che non abolì degli ingiusti verdetti, ma che almeno parzialmente continuò ad applicarli; una società che non riconobbe un gruppo di persone come vittime, solamente perché queste scelsero un altro stile di vita»

## Video storico
- Processo di Norimberga, 1º agosto 1946. Il procuratore, Col. Wheeler, degli Stati Uniti, parla della persecuzione subita dai gruppi religiosi, in particolare "i Bibelforscher" (Testimoni di Geova), nella Germania nazista e nei paesi occupati. Enumera altri gruppi di vittime incarcerati nel Campo di concentramento di Dachau, tra cui i Testimoni di Geova, gli omosessuali e gli asociali.[28]

## Filmografia
- (EN)  Sean Mathias, Bent, Gran Bretagna, 1997. Musica di Philip Glass.
- Jeffrey Friedman, Rob Epstein, hanno prodotto il documentario: Paragraph 175, Gran Bretagna/Germania/Usa 2000.
- Giovanni Coda, Il rosa nudo, Italia, 2013.

### In italiano
- Marco Vignolo Gargini, Paragrafo 175 - La memoria corta del 27 gennaio, Lucca, Andrea Giannasi Editore, 2016, ISBN 978-88-9914-139-4.
- Giorgio Giannini, Vittime dimenticate, lo sterminio dei disabili, dei rom, degli omosessuali e dei testimoni di Geova, Viterbo, Stampa Alternativa, 2011, ISBN 978-88-6222-274-7.
- Piero Montana, Omocaust, Palermo, Eugenio Maria Falcone, 2004, ISBN 88-88335-14-5. Poesie.
- Jean Le Bitoux, Triangolo rosa. La memoria rimossa delle persecuzioni omosessuali, San Cesario di Lecce, Manni, 2003.
- Circolo Pink (a cura di), Le ragioni di un silenzio. La persecuzione degli omosessuali durante il nazismo e il fascismo, Verona, Ombre corte, 2002.
- Peter Tatchell, L'olocausto dimenticato nel racconto degli omosessuali sopravvissuti alla persecuzione nazista, trad. dell'articolo pubblicato su The Independent, nel 12 giugno 2001. URL consultato il 26 gennaio 2009 (archiviato dall'url originale il 17 maggio 2014).
- Giovanni Dall'Orto, Il paradosso del razzismo fascista verso l'omosessualità, in Alberto Burgio (a cura di), Nel nome della razza – Il razzismo nella storia d'Italia 1870-1945, Bologna, Il Mulino, 1999,  pp. 515–525, ISBN 88-15-07200-4.
- Massimo Consoli, http://www.culturagay.it/cg/schedaLibro.php?id=96 Homocaust. Il nazismo e la persecuzione degli omosessuali,Kaos, Milano 1991}.
- Heinz Heger, pseud. Josef Kohout (1917-1994), Gli uomini col triangolo rosa, Torino, Sonda, 1991. Autobiografia di un ex "triangolo rosa".
- George Mosse, Sessualità e nazionalismo, traduzione di Andrea Zorzi, Bari, Laterza, 1996  [1984], ISBN 88-420-4816-X, SBN CFI0084933. Necessario più per l'inquadramento del contesto sociopolitico che per la vicenda dei "triangoli rosa" in senso stretto.
- Martin Sherman, Bent, Torino, Edizioni Gruppo Abele, 1984, SBN CFI0078892. Testo teatrale; è stato messo in scena in Italia da Marco Mattolini e ne è stato anche tratto un film.
- Rudolf Höss, Capitolo, in Comandante ad Auschwitz, traduzione di Giuseppina Panzieri Saija, Torino, Einaudi, 1969 e 1985,  pp. 79–90, ISBN 88-06-58347-6. URL consultato il 26 febbraio 2006 (archiviato dall'url originale il 17 dicembre 2005). Il trattamento degli internati omosessuali, nelle memorie dell'ex comandante di Auschwitz, scritte in attesa della condanna a morte.

### In altre lingue
- (DE) Andreas Pretzel, Als Homosexueller in Erscheinung getreten, in Kulturring in Berlin e. V. (a cura di), "Wegen der zu erwartenden hohen Strafe": Homosexuellenverfolgung in Berlin 1933 – 1945, Berlino, 2000, ISBN 3-86149-095-1.
- (DE) Joachim Müller, Andreas Sternweiler e Schwules Museum (a cura di), Homosexuelle Männer im KZ Sachsenhausen, Berlino, 2000, ISBN 3-86149-097-8.
- (EN) Gad Beck, An underground life: memoirs of a gay Jew in Nazi Berlin, University of Wisconsin Press, 1999, ISBN 0-299-16500-0.
- (EN) Pierre Seel, Liberation was for others: memoirs of a gay survivor of the Nazi holocaust, Perseus Book Group, 1997, ISBN 0-306-80756-4.
- (EN) Gunter Grau e Claudia Shopmann (a cura di), The hidden Holocaust? Gay and lesbian persecution in Germany 1933-45, Fitzroy Dearborn Publishers, 1995, ISBN 1-884964-15-X. Il primo studio d'archivio, reso possibile dall'apertura degli archivi ex nazisti a Berlino Est. Uno studio fondamentale.
- (DE) Burkhard Jellonnek, Homosexuelle unter dem Hakenkreuz: Die Verfolgung von Homosexuellen im Dritten Reich, Paderborn, 1990, ISBN 3-506-77482-4.
- (EN) Rüdiger Lautmann, Categorisation in concentration camps as a collective fate: a comparison of homosexuals, Jeovah witnesses and political prisoners, in "Journal of homosexuality", XIX (1), 1990,  67–88. URL consultato il 26 febbraio 2006 (archiviato dall'url originale il 16 febbraio 2006). Documenta i bassissimi tassi di sopravvivenza dei "triangoli rosa".
- (EN) Richard Plant, The pink triangle: the nazi war against homosexuals, New Republic Books, 1986, ISBN 0-8050-0600-1.
- (EN) Manfred Herzer, 'Asexuality as an element in the selfrepresentation of the right wing of the German gay movement before 1933, in Elisar von Kupffer, Benedict Friedlaender, Hans Blüher e Karl Günther Heimsoth (a cura di), Atti del convegno "Among men, among women", Amsterdam, Universiteit van Amsterdam, 1983, SBN UBO1697573.